# Fleury-sur-Andelle
Fleury-sur-Andelle é uma comuna francesa na região administrativa da Normandia, no departamento de Eure. Estende-se por uma área de 3,79 km². Em 2010 a comuna tinha 1 857 habitantes (densidade: 490 hab./km²).